# Seawise Giant
Seawise Giant (successivamente rinominata Happy Giant, Jahre Viking, Knock Nevis e infine Mont) è stata una nave petroliera. È stata la nave più grande mai costruita per lunghezza (458,45 metri) e per portata lorda (564 763 tonnellate). Non è, però, la nave più grande mai costruita per stazza lorda, avendo un tonnellaggio inferiore alle quattro unità della classe Batillus e alla Pioneering Spirit (quest'ultima un'unità impiegata per l'installazione e rimozione di piattaforme offshore e come posatubi).

## Caratteristiche
La Seawise Giant aveva una portata lorda di 564 763 tonnellate, dislocamento a pieno carico di 647 955 tonnellate con un carico di circa 650000 m³ (4,1 milioni di barili) di petrolio greggio. A pieno carico la nave aveva un pescaggio di circa 24,6 metri, che rendeva impossibile la sua navigazione perfino attraverso il canale della Manica e il canale artificiale di Suez.
La nave aveva un equipaggio di circa 40 uomini.

## La storia
La nave fu costruita nel cantiere navale della Sumitomo Corporation a Yokosuka, Giappone, per conto di una società greca che ne rifiutò la consegna per via delle eccessive vibrazioni. La petroliera fu così acquistata da Tung Chao Yung, un magnate cinese di Hong Kong che aumentò la sua lunghezza di molti metri incrementando così la sua capacità di carico e rendendola la più grande nave mai costruita al mondo. La petroliera fu finalmente messa a mare due anni dopo e fu chiamata Seawise Giant.
All'inizio operò fra Medio Oriente e Stati Uniti d'America, ma, a partire dal 1986, fu usata come nave magazzino e come terminale di trasbordo in Iran durante la guerra Iran-Iraq. Nel maggio del 1988 la nave fu attaccata e pesantemente danneggiata dalle bombe sganciate dagli aviogetti iracheni mentre sostava nel terminale iraniano di Hormuz nello Stretto di Hormuz. Al termine della guerra, alla fine del 1989, lo scafo (dopo essere stato rimorchiato nel Brunei) fu acquistato da una società a responsabilità limitata norvegese ("KS-company") gestita dalla Norman International. La nave fu riparata dalla Keppel Shipyard a Singapore e fu rinominata Happy Giant. Tuttavia nel 1991, prima che le riparazioni fossero completate, la KS-company passò alla gestione della compagnia di navigazione norvegese Jørgen Jahre e la nave fu ribattezzata dalla Keppel Shipyard Jahre Viking. Verso la fine degli anni 1990 la maggioranza della KS-company fu acquisita dall'armatore norvegese Fred Olsen mediante la sua compagnia First Olsen Tankers.
Nel marzo del 2004 la nave fu inviata dalla società armatoriale First Olsen Tankers, ai Dubai Drydocks per essere convertita in FSO (floating storage and offloading unit ovvero "unità galleggiante di stoccaggio e scarico") e fu rinominata Knock Nevis. Dopo un servizio presso il giacimento petrolifero di Al Shaheen, nelle acque del Qatar, nel 2010 la nave è stata ribattezzata Mont e rimorchiata in India per la demolizione. Lo smantellamento della nave è avvenuto sulle spiagge di Alang, tra il febbraio e il novembre del 2010. L'ancora della nave, avente massa 36 tonnellate, è stata ristrutturata e inviata a Hong Kong. Attualmente si trova al centro della piazza antistante il nuovo Hong Kong Maritime Museum.

## Galleria d'immagini

La Seawise Giant confrontata con alcuni degli edifici più alti del mondo

La Seawise Giant confrontata con altre navi e il Pentagono
Il Pentagono, 431 m
RMS Queen Mary 2, 345 m
USS Enterprise (CVN-65), 342 m
Hindenburg, 245 m
Yamato, 263 m
Empire State Building, 443 m
Seawise Giant, 458 m
Apple Park, 464 m

Il Pentagono, 431 m
     RMS Queen Mary 2, 345 m
     USS Enterprise (CVN-65), 342 m
     Hindenburg, 245 m
     Yamato, 263 m
     Empire State Building, 443 m
     Seawise Giant, 458 m
     Apple Park, 464 m